# Harald Lönnecker
Harald Lönnecker (* 28. Juli 1963 in Hannover; † 6. Juli 2022 in Spetzerfehn) war ein deutscher Jurist, Historiker und Archivar mit dem Schwerpunkt Studentenverbindungen.

## Vorfahren
Lönnecker war Enkel des Kraftfahrzeug- und Motorsportpioniers August Lönnecker, Urgroßneffe von Karl Lönneker und Julius Wagner-Jauregg und Ururgroßneffe von Friedrich Martius. Durch seine Vorfahrin Maria Gimborn (1791–1837), illegitime Tochter des Grafen Ludwig von Wallmoden-Gimborn, verehelichte Boessler von Eichenfeld, ist er ein Nachkomme von Georg II. August.

## Leben
Nach dem Abitur in Hannover diente Lönnecker bei der Bundesmarine. Anschließend studierte er Geschichte, Rechtswissenschaft, Evangelische Theologie, Geographie, Europäische Ethnologie, Lateinische Philologie, Musikwissenschaft und Germanistik an der Philipps-Universität Marburg, der Justus-Liebig-Universität Gießen, der Ruprecht-Karls-Universität Heidelberg, der Albert-Ludwigs-Universität Freiburg und der Johann Wolfgang Goethe-Universität Frankfurt am Main. Er bestand beide juristische Staatsexamen, wurde Assessor und erlangte den Magister artium. Mit einer Doktorarbeit bei Peter Rück wurde er 1989 in Marburg zum Dr. phil. promoviert. 1992 entdeckte Lönnecker das Archiv der Deutschen Sängerschaft, das er sicherte und wissenschaftlich untersuchte. Ein Ergebnis war seine Habilitation im Februar 2015.
Nach Tätigkeiten am Hessischen Staatsarchiv Darmstadt, am Militärgeschichtlichen Forschungsamt und bei der Konrad-Adenauer-Stiftung leitete Lönnecker ab 1995 das Archiv und die Bücherei der Deutschen Burschenschaft und der Gesellschaft für burschenschaftliche Geschichtsforschung im Bundesarchiv in Koblenz. An der Universität Paderborn hatte er einen Lehrauftrag für Neuere Geschichte. Seine Arbeitsgebiete waren die allgemeine Wissenschafts- und Hochschulgeschichte, die Geschichte der Parteien und Verbände, die historische Vereinsforschung, Geschichte der Presse (Medien) und Massenmedien, Musik- und Historiographiegeschichte, Landes- und Rechtsgeschichte, Historische Hilfswissenschaften und Archivwissenschaft. In der Studentengeschichte widmete er sich besonders dem akademischen Sängerwesen.
Die Universität Rostock promovierte ihn mit der Dissertation »… der deutschen Studentenschaft und unserem Rechtsleben manchen Anstoß geben« – Zwischen Verein und Verbindung, Selbsthilfeorganisation und Studienvereinigung. Juristische Zusammenschlüsse an deutschen Hochschulen ca. 1870–1918 bei Ralph Weber im Juli 2013 summa cum laude zum Dr. iur. Die Technische Universität Chemnitz ernannte ihn 2015 zum Privatdozenten am Institut für Europäische Geschichte. Im Februar 2021 wurde er „um seinen Einsatz in der Lehre zu würdigen“ zum apl. Professor am 2018 neugebildeten Institut für Europäische Studien und Geschichtswissenschaften berufen.
Laut Günter Cerwinka war Lönnecker der „derzeit wohl bestausgewiesene deutsche Studentenhistoriker“.
Harald Lönnecker starb nach kurzer Krankheit am 6. Juli 2022 im Alter von 58 Jahren. Er war verheiratet.

## Mitgliedschaften

### Vereine und Gesellschaften
- Arbeitskreis „Geschichte der jüdischen Wohlfahrt in Deutschland“ (AKJW)
- Arbeitskreis Militärgeschichte e. V.
- Arbeitskreis zur Erforschung der Moderne im Rheinland an der Heinrich-Heine-Universität Düsseldorf e. V.
- Arbeitskreise für Geschichte des 19. und 20. Jahrhunderts bzw. Sozial- und Wirtschaftsgeschichte der Historischen Kommission für Niedersachsen und Bremen
- Deutsche Gesellschaft für Hochschulkunde
- Deutsche Mozartgesellschaft, Augsburg
- Gemeinschaft für deutsche Studentengeschichte (GDS)
- Gesellschaft für Universitäts- und Wissenschaftsgeschichte
- Gesellschaft für Universitätssammlungen e. V.
- Gesellschaft für Reichskammergerichtsforschung e. V., Wetzlar
- Gesellschaft für burschenschaftliche Geschichtsforschung
- Gesellschaft für pommersche Geschichte, Altertumskunde und Kunst
- Georg-Friedrich-Händel-Gesellschaft e. V., Halle/Saale
- Heraldischer Verein „Zum Kleeblatt“ von 1888 zu Hannover e. V.
- Herold, Verein für Heraldik, Genealogie und verwandte Wissenschaften
- Historischer Verein für Niedersachsen
- Humboldt-Gesellschaft
- Museo Internacional del Estudiante in Salamanca
- Naturwissenschaftlicher und Historischer Verein für das Land Lippe
- Oldenburger Landesverein für Geschichte, Oldenburg
- Oldenburgische Gesellschaft für Familienkunde, Oldenburg
- Ranke-Gesellschaft, Hamburg
- Kuratorium der Stiftung Deutsche Studentengeschichte (SDS)
- Studentengeschichtliche Vereinigung des Coburger Convents
- Upstalsboom-Gesellschaft für historische Personenforschung und Bevölkerungsgeschichte in Ostfriesland, Aurich
- Verein für corpsstudentische Geschichtsforschung
- Verein für mecklenburgische Geschichte und Altertumskunde

### Studentenverbindungen
- Burschenschaft Normannia-Leipzig zu Marburg (1984)
- Burschenschaft Normannia zu Leipzig (1992)
- Kasseler Burschenschaft Germania (1985/86)
- Burschenschaft Ghibellinia zu Prag in Saarbrücken (Ehrenmitglied)[A 1]
- Sängerschaft Normannia Danzig zu Braunschweig (Ehrenmitglied)[A 2]

Auf dem Burschentag am 28. August 2021 in Seebach wurde Harald Lönnecker das Ehrenband der Deutschen Burschenschaft verliehen. Die seltene Auszeichnung dürfen zur selben Zeit nur drei lebende Mitglieder der Deutschen Burschenschaft tragen.
Die Gesellschaft für burschenschaftliche Geschichtsforschung widmete Lönnecker im Jahr 2025 eine umfangreiche Gedenkschrift, die unter dem Titel „Wahrheit, Muth und Kraft“ als Band 24 der Darstellungen und Quellen zur Geschichte der deutschen Einheitsbewegung im neunzehnten und zwanzigsten Jahrhundert erschien, an denen Lönnecker zu seinen Lebzeiten über viele Jahre mitgewirkt hatte. Beiträge lieferten unter anderem Matthias Asche, Matthias Stickler, Sebastian Sigler, Günter Cerwinka, Christian Neschwara, Peter Kaupp, Frank Grobe, Peter Gutjahr-Löser, Axel Bernd Kunze und Raimund Lang.

### Ehrenämter
- Kurator des von der Universität Paderborn und der Gemeinschaft für deutsche Studentengeschichte (GDS) getragenen Instituts für deutsche Studentengeschichte (IDS) im Stadtarchiv Paderborn
- Wissenschaftlicher Beirat der Stiftung Dokumentations- und Forschungszentrum des Deutschen Chorwesens – Sängermuseum Feuchtwangen

## Werke (Auswahl)

### Monographien
- „… freiwillig nimmer von hier zu weichen …“. Die Prager deutsche Studentenschaft 1867–1945. Bd. 1: Verbindungen und Vereine des deutschnationalen Spektrums (= Abhandlungen zum Studenten- und Hochschulwesen. Bd. 16). SH-Verlag, Köln 2008, ISBN 978-3-89498-187-7.
- Zwischen Völkerschlacht und Erstem Weltkrieg: Verbindungen und Vereine an der Universität Leipzig im 19. Jahrhundert. Gesellschaft für burschenschaftliche Geschichtsforschung, Koblenz 2008. ISBN 978-3-9807164-6-8.
- „Das Thema war und blieb ohne Parallel-Erscheinung in der deutschen Geschichtsforschung“. Die Burschenschaftliche Historische Kommission (BHK) und die Gesellschaft für burschenschaftliche Geschichtsforschung e. V. (GfbG) (1898/1909–2009). Eine Personen-, Institutions- und Wissenschaftsgeschichte (= Darstellungen und Quellen zur Geschichte der deutschen Einheitsbewegung im neunzehnten und zwanzigsten Jahrhundert. Bd. 18). Universitätsverlag Winter, Heidelberg 2009, ISBN 978-3-8253-5672-9.
- „… Das einzige, was von mir bleiben wird“. Die Burschenschaft Ghibellinia zu Prag in Saarbrücken 1880–2000. Burschenschaft Ghibellinia zu Prag in Saarbrücken, Saarbrücken 2009, ISBN 978-3-00-028568-4.
- „... der deutschen Studentenschaft und unserem Rechtsleben manchen Anstoß geben“ – Zwischen Verein und Verbindung, Selbsthilfeorganisation und Studienvereinigung. Juristische Zusammenschlüsse an deutschen Hochschulen ca. 1870–1918 (= Rostocker Rechtsgeschichtliche Reihe, Bd. 13). Shaker Verlag, Aachen 2013, ISBN 978-3-8440-2166-0.

### Aufsätze
- Lehrer und akademische Sängerschaft. Zur Entwicklung und Bildungsfunktion akademischer Gesangvereine im 19. und frühen 20. Jahrhundert, in: Friedhelm Brusniak, Dietmar Klenke (Hrsg.): Volksschullehrer und außerschulische Musikkultur. Tagungsbericht Feuchtwangen 1997 (= Feuchtwanger Beiträge zur Musikforschung, Bd. 2), Augsburg 1998, ISBN 978-3-89639-144-5, S. 177–240.
- Von „Ghibellinia geht, Germania kommt!“ bis „Volk will zu Volk!“ – Mentalitäten, Strukturen und Organisationen in der Prager deutschen Studentenschaft 1866–1914. In: Sudetendeutsches Archiv München (Hrsg.): Jahrbuch für sudetendeutsche Museen und Archive 1995–2001. München 2001, ISSN 0944-0763, S. 34–77.
- Die Versammlung der „besseren Nationalsozialisten“? Der Völkische Waffenring zwischen Antisemitismus und korporativem Elitarismus. In: Einst und Jetzt, Jahrbuch des Vereins für corpsstudentische Geschichtsforschung, Bd. 48 (2003), ISSN 0420-8870, S. 227–281.
- Von „Deutsch war die Stadt, deutsch ihre schönste Zeit!“ bis „Das Eisen bricht die Not!“ – Mentalitäten, Strukturen und Organisationen in der Prager deutschen Studentenschaft 1918–1933. In: Sudetendeutsches Archiv München (Hrsg.): Jahrbuch für sudetendeutsche Museen und Archive. 2002, München 2003, ISSN 0944-0763, S. 29–80.
- „... gilt es, das Jubelfest unserer Alma mater festlich zu begehen ...“ – Die studentische Teilnahme und Überlieferung zu Universitätsjubiläen im 19. und 20. Jahrhundert. In: Jens Blecher, Gerald Wiemers (Hrsg.): Universitäten und Jubiläen. Vom Nutzen historischer Archive. Frühjahrstagung der Fachgruppe 8 (Archivare an Hochschularchiven und Archiven Wissenschaftlicher Institutionen im Verband Deutscher Archivarinnen und Archivare) vom 18. 3. bis 20. 3. 2003 in Leipzig (= Veröffentlichungen des Universitätsarchivs Leipzig, Bd. 4). Leipzig 2004, ISBN 978-3-937209-88-3, S. 129–175.
- „... bis an die Grenze der Selbstzerstörung“. Die Mensur bei den akademischen Sängerschaften zwischen kulturellem Markenzeichen, sozialem Kriterium und nationalem Symbol (1918–1926). In: Einst und Jetzt. Jahrbuch des Vereins für corpsstudentische Geschichtsforschung, Bd. 50 (2005), ISSN 0420-8870, S. 281–340.
- Quellen und Forschungen zur Geschichte der Korporationen im Kaiserreich und in der Weimarer Republik. Ein Archiv- und Literaturbericht. In: Matthias Steinbach, Stefan Gerber (Hrsg.): „Klassische Universität“ und „akademische Provinz“. Studien zur Universität Jena von der Mitte des 19. bis in die dreißiger Jahre des 20. Jahrhunderts. Jena 2005, ISBN 3-932906-60-8, S. 401–437.
- „Ehre, Freiheit, Männersang!“ – Die deutschen akademischen Sänger Ostmitteleuropas im 19. und 20. Jahrhundert. In: Erik Fischer (Hrsg.): Chorgesang als Medium von Interkulturalität: Formen, Kanäle, Diskurse (= Berichte des interkulturellen Forschungsprojektes „Deutsche Musikkultur im östlichen Europa“, Bd. 3). Stuttgart 2007, ISBN 978-3-515-09011-7, S. 99–148.
- Studenten und Gesellschaft, Studenten in der Gesellschaft – Versuch eines Überblicks seit Beginn des 19. Jahrhunderts. In: Rainer Christoph Schwinges (Hrsg.): Universität im öffentlichen Raum (= Veröffentlichungen der Gesellschaft für Universitäts- und Wissenschaftsgeschichte, Bd. 10), Basel 2008, ISBN 978-3-7965-2423-3, S. 387–438.
- „Goldenes Leben im Gesang!“ – Gründung und Entwicklung deutscher akademischer Gesangvereine an den Universitäten des Ostseeraums im 19. und frühen 20. Jahrhundert. In: Ekkehard Ochs, Peter Tenhaef, Walter Werbeck, Lutz Winkler (Hrsg.): Universität und Musik im Ostseeraum (= Greifswalder Beiträge zur Musikwissenschaft, Bd. 17). Berlin 2009, ISBN 978-3-86596-183-9, S. 139–186.
- Deutsche studentische Zusammenschlüsse in Ostmitteleuropa zwischen 1800 und 1920: Grundlagen – Quellen – Forschungen – Literatur. In: Berichte und Forschungen. Jahrbuch des Bundesinstituts für Kultur und Geschichte der Deutschen im östlichen Europa, Bd. 17 (2009), ISSN 1865-5696, S. 185–214.
- Peregrinatio Academica. Beispiele nordwestdeutscher Bildungsmigration nach Halle, Jena und Göttingen in der ersten Hälfte des 19. Jahrhunderts. In: Niedersächsisches Jahrbuch für Landesgeschichte, Bd. 81 (2009), ISBN 978-3-8353-1716-1, S. 271–296.
- Der „Grenzlandkampf“ deutscher Studenten in Königsberg, Danzig, Breslau, Prag, Brünn und Czernowitz 1918–1935. In: Beate Störtkuhl, Jens Stüben, Tobias Weger (Hrsg.): Aufbruch und Krise. Das östliche Europa und die Deutschen nach dem Ersten Weltkrieg (= Schriften des Bundesinstituts für Kultur und Geschichte der Deutschen im östlichen Europa, Bd. 41). München 2010, ISBN 978-3-486-59797-4, S. 481–507.
- „Demut und Stolz, ... Glaube und Kampfessinn“. Die konfessionell gebundenen Studentenverbindungen – protestantische, katholische, jüdische. In: Rainer Christoph Schwinges (Hrsg.): Universität, Religion und Kirchen (= Veröffentlichungen der Gesellschaft für Universitäts- und Wissenschaftsgeschichte, Bd. 11). Basel 2011, ISBN 978-3-7965-2737-1, S. 479–540.
- „... welfischen Umtrieben vorzubeugen“ – Die Burschenschaftliche Historische Kommission und die Gründung der Historischen Kommission für Niedersachsen und Bremen 1909/10. In: Bernhard Grün, Peter Krause, Klaus Gerstein, Harald Lönnecker (Hrsg.): GDS-Archiv für Hochschul- und Studentengeschichte, Bd. 9. Essen 2011, ISBN 978-3-939413-18-9, S. 99–113.
- Deutsches Männerchorwesen in Ostmitteleuropa im 19. und 20. Jahrhundert. Ein Überblick über Entstehung, Entwicklung, Untergang. In: Jahrbuch des Bundesinstituts für Kultur und Geschichte der Deutschen im östlichen Europa, Bd. 20 (2012), ISSN 1865-5696, S. 419–470.
- Judenfeindschaft und Antisemitismus in den Zeitschriften der deutschen akademischen Sängerschaften (ca. 1880–1918). In: Michael Nagel, Moshe Zimmermann (Hrsg.): Judenfeindschaft und Antisemitismus in der deutschen Presse über fünf Jahrhunderte. Five hundred Years of Jew-Hatred and Anti-Semitism in the German Press: Manifestations and Reactions, Bd./Vol. I (= Die jüdische Presse – Kommunikationsgeschichte im Europäischen Raum/The European Jewish Press – Studies in History and Language, 14 = Presse und Geschichte – Neue Beiträge, Bd. 73). Bremen 2013, ISBN 978-3-943245-10-3, S. 253–271.
- „... harmonische und tolerante Zusammenarbeit“? – Das Czernowitzer Studentenvereinswesen 1875–1914. In: Jahrbuch des Bundesinstituts für Kultur und Geschichte der Deutschen im östlichen Europa, Bd. 21 (2013), ISSN 1865-5696, S. 269–317.
- „Auskunft zu geben über Bereiche, über die Nachweise zu finden sonst kaum einmal möglich ist“. Entstehung, Struktur und Inhalt der Archive akademischer Verbände und Vereinigungen. In: Jahrbuch für Universitätsgeschichte (Professorenkataloge 2.0 – Ansätze und Perspektiven webbasierter Forschung in der gegenwärtigen Universitäts- und Wissenschaftsgeschichte), Bd. 16 (2013 [2015]), ISBN 978-3-515-11041-9, S. 341–359.
- „Dass man sich den Gang in die Vorlesung sparen kann, ist nicht nur hier eine Binsenwahrheit.“ – Der Topos der defizitären Lehre und die studentische Selbsthilfe in der Rechtswissenschaft ca. 1871–1914. In: Martin Kintzinger, Sita Steckel (Hrsg.): Akademische Wissenskulturen. Praktiken des Lehrens und Forschens vom Mittelalter bis zur Moderne (= Veröffentlichungen der Gesellschaft für Universitäts- und Wissenschaftsgeschichte, Bd. 13). Basel 2015, ISBN 978-3-7965-3398-3, S. 163–222.
- „Händel der Deutsche. Der deutsche Händel“ (1931) – Chorgesang zwischen musikalischer Neubesinnung und Mittel zur Umsetzung politischer Ziele. In: Händel-Jahrbuch, Bd. 63 (2017), ISSN 0440-0992, S. 157–188.
- „... die besten Studentenchöre der Welt?!“ – Facetten der Universitätsmusik an deutschsprachigen Hochschulen zwischen Privatheit und Öffentlichkeit ca. 1820–1935. In: Martin Kintzinger, Wolfgang Eric Wagner, Marian Füssel, Stefan Hynek (Hrsg.): Akademische Festkulturen vom Mittelalter bis zur Gegenwart. Zwischen Inaugurationsfeier und Fachschaftsparty (= Veröffentlichungen der Gesellschaft für Universitäts- und Wissenschaftsgeschichte. Bd. 15). Basel 2019, ISBN 978-3-7965-3823-0, S. 269–324.
- Prager Studenten – und heute? In: Christian Oppermann (Hrsg.): Jahresgabe der Gesellschaft für burschenschaftliche Geschichtsforschung e. V. (GfbG). 2022, Koblenz 2022, ISBN 978-3-9818227-5-5, S. 10–19.

## Herausgeber
- mit Hugo Spengler und Rainer Jürgen Wolf: Abt. F 21 Grafschaft Erbach-Schönberg 1459–1944, Bd. 1: Familienpersonalien, Landesverwaltung und Hausvermögen (= Repertorien des Hessischen Staatsarchivs Darmstadt, Bd. 30). Darmstadt 1990, XX u. 496 S., ISBN 3-88443-249-4.
- mit Günter Cerwinka, Peter Kaupp u. Klaus Oldenhage: 200 Jahre burschenschaftliche Geschichte. Von Friedrich Ludwig Jahn zum Linzer Burschenschafterturm. Ausgewählte Darstellungen und Quellen (= Darstellungen und Quellen zur Geschichte der deutschen Einheitsbewegung im neunzehnten und zwanzigsten Jahrhundert, Bd. 16). Universitätsverlag Winter, Heidelberg 2008, ISBN 978-3-8253-5507-4.
- mit Helma Brunck u. Klaus Oldenhage: „... ein großes Ganzes ..., wenn auch verschieden in seinen Teilen“ – Beiträge zur Geschichte der Burschenschaft (= Darstellungen und Quellen zur Geschichte der deutschen Einheitsbewegung im neunzehnten und zwanzigsten Jahrhundert, Bd. 19). Universitätsverlag Winter, Heidelberg 2012, ISBN 978-3-8253-5961-4.
- Josef Holzinger: Die deutschnationale Waffenstudentenschaft Alt-Österreichs im Kriege 1914–1918 (= Jahresgabe der Gesellschaft für burschenschaftliche Geschichtsforschung e. V. (GfbG) 2014). Koblenz 2014, ISBN 978-3-9813447-7-6.
- „Deutschland immer gedient zu haben ist unser höchstes Lob!“ – Zweihundert Jahre Deutsche Burschenschaften. Eine Festschrift zur 200. Wiederkehr des Gründungstages der Burschenschaft am 12. Juni 1815 in Jena (= Darstellungen und Quellen zur Geschichte der deutschen Einheitsbewegung im 19. und 20. Jahrhundert, Bd. 21). Universitätsverlag Winter, Heidelberg 2015, ISBN 978-3-8253-6471-7.
- Max Flemmings „Geschichte der Verbindung Pflug-Halle 1841–1860“ (Manuskript Halle 1944). Ein Beitrag zur Geschichte der christlichen Burschenschaft (= Jahresgabe der Gesellschaft für burschenschaftliche Geschichtsforschung e. V. (GfbG) 2015/16), Koblenz 2016, ISBN 978-3-9813447-9-0.
- mit Klaus Malettke: 200 Jahre Wartburgfest. 18. Oktober 1817 – 18. Oktober 2017. Studien zur politischen Bedeutung, zum Zeithintergrund und zum Fortwirken der Wartburgfeier (= Darstellungen und Quellen zur Geschichte der deutschen Einheitsbewegung im 19. und 20. Jahrhundert. Band 22). Universitätsverlag Winter, Heidelberg 2019, ISBN 978-3-8253-4616-4.
- GDS-Archiv für Hochschul- und Studentengeschichte[17]
- Darstellungen und Quellen zur Geschichte der deutschen Einheitsbewegung im neunzehnten und zwanzigsten Jahrhundert
- Veröffentlichungen des Archivs der Deutschen Burschenschaft